# Catalina Claro
María Catalina Claro Pérez (22 de enero en Santiago de Chile) es una concertista de piano, multiinstrumentista, cantante, compositora y productora musical chilena. Ha colaborado con destacados músicos como Ana Belén y Víctor Manuel y ha escrito partituras para el cine, el teatro y la televisión. También se ha presentado como solista en países como Chile, Brasil, España, Andorra, Dinamarca, Israel, Francia, Alemania y Singapur.
Nieta de la escritora chilena Marcela Paz, Catalina Claro pertenece a un corpus de autoras que incluye a otras figuras generacionales como Claudia Stern (balada romántica), Rosario Mena (pop electrónico), Francesca Ancarola (canción latinoamericana) y Ángela Acuña (música incidental).

## Biografía
www.catalinaclaro.com
Catalina Claro nace en una familia de artistas. Siempre apoyada por sus padres, comienza sus 16 años de estudios de piano a la edad de 7 años en la capital de Chile. A la edad de 16 años comienza bajo la tutela de la maestra de piano clásico Flora Guerra, quien la introduce al catálogo de los compositores chilenos y latinoamericanos, además de las polonesas, sonatas, danzas, variaciones y nocturnos para piano de Chopin, legándole la importancia de la musicalidad.
A la edad de 13 años, ofrece su primer concierto solista en la Biblioteca Nacional de Chile. Desde entonces actúa en grupos de cámara y orquestas de cuerdas mayores, incluida la Orquesta Sinfónica de Chile. Posteriormente realiza cursos en Brasil, en las ciudades de Río de Janeiro (con Ian Guest, el creador del Real Book brasileño) y Brasilia, y en Argentina.
A los 18 años ofrece conciertos de piano y voz en una serie de escenarios extranjeros. Llega a actuar en lugares muy alejados de su tierra natal Chile, como Singapur, Israel y Siria.
En Barcelona el año 1997 pasa a estudiar 2 años un magíster en artes digitales en la Universidad Pompeu Fabra, en el cual obtiene distinción máxima. Poco después llevó por escenarios de distintas latitudes su pequeño laptop, un nuevo instrumento que instalaba sobre pianos de media cola para ejecutar conciertos solista.
En 1998 compone música para la obra Fausto, de la compañía catalana de teatro underground La Fura dels Baus. 
En 1999 lanza su primer disco titulado In lakech (Yo soy otro tú en lengua maya) en el cual participó entre otros, el guitarrista y compositor Juan Antonio Sánchez Chicoria, y el baterista Sergio Tilo González (de la banda chilena Congreso).
En 2000 arregló la canción «Gracias a la vida» (de Violeta Parra) para los españoles Ana Belén y Víctor Manuel. En 2001 realiza una gira como pianista del cantante español Tonino Carotone. A partir de 2002 es por 2 años, parte del personal de cantantes de la compañía canadiense de circo-teatro Cirque du Soleil. 
En 2003, junto con el actor chileno Julio Jung, presenta el espectáculo Pido permiso para nacer, con una intervención de piano, electrónica y voz sobre textos de Pablo Neruda.
En 2008 crea Canto por si acaso, un disco de fusión latinoamericana, con gran influencia meditarránea y cruce de músicas acústica y electrónica, donde cuenta con las participaciones del tecladista Andrés Miquel, el guitarrista Emilio García, el bajista Juan Caballero y las cantantes Francesca Ancarola y Soledad Guerrero, entre otros. En 2009 participa colaborando en discos de homenaje a dos figuras patriarcales del rock argentino. Graba en los álbumes Guardado en la memoria (2009), dedicado a León Gieco, y Al flaco... dale gracias (2010), en tributo a Luis Alberto Spinetta.
El abril de 2013 fue invitada a participar con su banda (Raúl Aliaga del grupo Congreso en percusiones, Paulette Joui en chelo, Angela Acuña en chelo, Berna Jones en violín y Silvio Paredes en stick-bajo, en el ciclo de 6 mujeres en Matucana 100 ..., comuna de Quinta Normal, Santiago de Chile, donde agrupa... Entre las otras cantantes de este ciclo se encontraba Francisca Valenzuela, Camila Vallejos, Pascuala Ilabaca, Ana Tijoux y María Colores.
En 2015 es semifinalista en el International Songwriting Competition (ISC), con el tema «La Cabalgata», basada en un poema de Gabriela Mistral con el mismo nombre.
Actualmente viaja por el mundo dando conciertos en diversos países, como Francia, Alemania, España y EE. UU.

## Influencias musicales
Las influencias de Catalina pasan desde la música chilena y latinoamericana hasta la música electrónica y clásica. Otra influencia musical es la música del mundo, aún que se siente identificada con la realización de una música fusión chilena en un estilo "propio".

## Discografía

### Solista
- In lakech (1999)
- Canto por si acaso (2008)
- Incidental (2011)
- Singles (2012)
- En camino (2013)
- Versos para cantar (2015)
- Catalina Claro et ses amis chantent Brassens (2019)
- Piano y silencio (2020)

## Participaciones
- Obra de teatro Tomas (1996), de la actriz chilena Malucha Pinto, dirigida por el maestro Andrés Pérez.
- Banda sonora para Papelucho y el marciano (2006), película a la que entregó tres canciones que compuso en su casa en las montañas de España: "Papelucho", "Todo puede suceder" y "Vagabundo profundo". Basada en el trascendental libro para niños Papelucho.
- Banda sonora para La venganza de Ramón Ramón (2007), documental premiado de la realizadora chilena Ximena Salazar.
- Disco Guardado en la memoria (2009), homenaje al cantante Luis Alberto Spinetta.
- Disco Al flaco… dale gracias (2010), homenaje al cantante León Gieco.
- Participaciones varias en diversos CDs grabados en España, Argentina, Inglaterra y Alemania.
- Creación de la canción final y música incidental junto al compositor Jorge Arriagada, de la película de Carmen Castillo, El Tesoro de América (2011).
- Creación de músicas para teatro, documentales, cortometrajes, películas, internet, producciones musicales, a lo largo de toda su carrera en diversos países.

## Premios
- Premio "Mejor Interpretación" en Concurso Chopin; premio especial y único otorgado por el eminente pianista Claudio Arrau. Santiago de Chile. Año 1985.
- Premio "Composición Popular". Universidad de Chile. Año 1988.
- Premio "Mejor Composición Musical" para el ballet Corazón de Tierra. Suiza. Año 1991.
- Beca "Presidente de la República". Premio único para música. Año 1999.
- Premio nacional "Fondart" para realizar el CD "In Lakech". Año 1999.
- Premio "Canción de la semana" en www.mp3.es. España. Año 2000.
- Premio del público a documental "Palacio Vergara". Rumania. Chile. 2007
- Premio nacional "Fondo de la Música" para realizar el CD "Canto por si acaso". Chile. Año 2008
- Premiada por versionar una canción de "Presuntos Implicados". España. Año 2009.
- Premio Doc TV película "Venganza de Ramón Ramón" de Ximena Salazar. Chile. 2009.
- Premio internacional para formar parte de las 10 intérpretes seccionados para realizar un CD en homenaje al grupo español "Presuntos implicados".